# 거양성
거양성(巨陽城)은 경원도호부 북쪽, 두만강 건너에 있는 토성의 옛 지명이다. 두만강 서쪽 훈춘시의 현성(縣城)에서 북쪽으로 250리에 있다.

## 위치
『세종실록지리지』에서는 거양성에 이르는 경로를 다음과 같이 기록하고 있다. 
경원도호부 동림성(東林城)에서 북쪽으로 5리쯤 가면 소다로영기(所多老營基)가 있고, 그 북쪽으로 30리에 회질가탄(會叱家灘)이 있으니, 바로 두만강의 하류이다. 강을 건너 10리 되는 넓은 들 가운데에 큰 성이 있으니, 곧 현성(縣城)이다. 안에 6개의 우물이 있다. 그 북쪽으로 90리 되는 곳의 산상(山上)에 옛 석성(石城)이 있으니, 이름이 ‘어라손참(於羅孫站)’이다. 그 북쪽으로 30리에 허을손참(虛乙孫站)이 있고, 그 북쪽으로 60리에 유선참(留善站)이 있으며, 그 동북쪽으로 70리에 토성기(土城基)가 있으니, 곧 거양성(巨陽城)이다.
성 안에 돌기둥 둘이 있으니, 예전에 종(鍾)을 달던 곳이다. 종의 높이가 3척, 지름이 4척이 넘었었다. 일찍이 경원(慶源) 사람인 유성(庾誠)이란 자가 그 성(城)에 가서 그 종을 부수어서 말 9마리에 싣고 왔는데, 겨우 10분의 1에 지나지 않았었고, 따라갔던 사람 30여 명이 모두 죽었다. 그 나머지 쇠붙이는 풀숲 가운데 버려져 있었으나, 누가 감히 가져가지 못하고 있다. 그 성은 본래 고려 대장(大將) 윤관(尹瓘)이 쌓은 것이다.
거양에서 서쪽으로 60리를 더 가면 선춘현(先春峴)이니, 곧 윤관이 정계비(碑)를 세운 곳이다.『신증동국여지승람』에도 위와 동일한 내용이 기술되어 있다.

## 같이 보기
- 동북9성
- 공험진
- 선춘령
- 오음회
- 6진
- 경원도호부
- 소다로영기